# Elecciones al Parlamento Vasco de 1998
Las elecciones al Parlamento Vasco de 1998, que dieron paso a la VI Legislatura, tuvieron lugar el 25 de octubre de 1998.

## Contexto político
Los comicios se produjeron por primera vez con el PP en el Gobierno español y además, en una situación de excepcionalidad, ya que pocos días antes se había firmado el Pacto de Estella y ETA había declarado una tregua indefinida. La legislatura saliente había contado con un gobierno de coalición entre Partido Nacionalista Vasco, Eusko Alkartasuna y el PSE-EE, que se había roto poco antes de las elecciones. Todos estos hechos marcaron las elecciones e hizo que la participación fuera muy alta.
El PNV y EA empeoraron ligeramente sus resultados, mientras que salieron reforzados tanto el PP como la izquierda abertzale, que se presentó bajo la marca de Euskal Herritarrok (EH). El PNV ganó en Vizcaya, EH en Guipúzcoa y el PP en Álava. A pesar de obtener dos escaños más y ser la única fuerza del tripartito saliente que ganaba en escaños y votos, el PSE-EE quedó cuarta fuerza política del País Vasco. Unidad Alavesa, por su parte, se hundía con tan sólo dos diputados. 
No obstante, se mantuvo la misma proporción entre nacionalistas vascos (41 escaños) y el resto de fuerzas (34), si bien con una reordenación en cada uno de los bloques.

## Resultados
| ← Elecciones al Parlamento Vasco de 1998 → |                                                               |                          |         |       |         |      |
| Lendakari y gobierno | Partido                                                       | Candidato                | Votos   | %     | Escaños | +/-  |
| - Lendakari: Juan José Ibarretxe - Gobierno: EAJ-PNV y EA - Censo: 1.821.608 - Votantes: 1.275.008 (70,0%) - Abstención: 546.600 (30,0%) - Válidos: 1.268.206 - A candidatura: 1.250.565 (98,6%) | Euzko Alderdi Jeltzalea-Partido Nacionalista Vasco (EAJ-PNV)  | Juan José Ibarretxe      | 350.322 | 28,01 | 21      | -1   |
| - Lendakari: Juan José Ibarretxe - Gobierno: EAJ-PNV y EA - Censo: 1.821.608 - Votantes: 1.275.008 (70,0%) - Abstención: 546.600 (30,0%) - Válidos: 1.268.206 - A candidatura: 1.250.565 (98,6%) | Partido Popular (PP)                                          | Carlos Iturgaiz          | 251.743 | 20,13 | 16      | +5   |
| - Lendakari: Juan José Ibarretxe - Gobierno: EAJ-PNV y EA - Censo: 1.821.608 - Votantes: 1.275.008 (70,0%) - Abstención: 546.600 (30,0%) - Válidos: 1.268.206 - A candidatura: 1.250.565 (98,6%) | Euskal Herritarrok (EH)                                       | Arnaldo Otegi            | 224.001 | 17,91 | 14      | +3 a |
| - Lendakari: Juan José Ibarretxe - Gobierno: EAJ-PNV y EA - Censo: 1.821.608 - Votantes: 1.275.008 (70,0%) - Abstención: 546.600 (30,0%) - Válidos: 1.268.206 - A candidatura: 1.250.565 (98,6%) | Partido Socialista de Euskadi-Euskadiko Ezkerra (PSE-EE-PSOE) | Nicolás Redondo Terreros | 220.052 | 17,60 | 14      | +2   |
| - Lendakari: Juan José Ibarretxe - Gobierno: EAJ-PNV y EA - Censo: 1.821.608 - Votantes: 1.275.008 (70,0%) - Abstención: 546.600 (30,0%) - Válidos: 1.268.206 - A candidatura: 1.250.565 (98,6%) | Eusko Alkartasuna (EA)                                        | Carlos Garaikoetxea      | 108.635 | 8,69  | 6       | -2   |
| - Lendakari: Juan José Ibarretxe - Gobierno: EAJ-PNV y EA - Censo: 1.821.608 - Votantes: 1.275.008 (70,0%) - Abstención: 546.600 (30,0%) - Válidos: 1.268.206 - A candidatura: 1.250.565 (98,6%) | Ezker Batua-Izquierda Unida-Berdeak (EB-IU-B)                 | Javier Madrazo           | 71.064  | 5,68  | 2       | -4   |
| - Lendakari: Juan José Ibarretxe - Gobierno: EAJ-PNV y EA - Censo: 1.821.608 - Votantes: 1.275.008 (70,0%) - Abstención: 546.600 (30,0%) - Válidos: 1.268.206 - A candidatura: 1.250.565 (98,6%) | Unidad Alavesa (UA)                                           | Pablo Mosquera           | 15.738  | 1,26  | 2       | -3   |
| - Lendakari: Juan José Ibarretxe - Gobierno: EAJ-PNV y EA - Censo: 1.821.608 - Votantes: 1.275.008 (70,0%) - Abstención: 546.600 (30,0%) - Válidos: 1.268.206 - A candidatura: 1.250.565 (98,6%) | Partido de la Ley Natural-Lege Naturalaren Alderdia (PLN-LNA) |                          | 4.858   | 0,39  | 0       |      |
| - Lendakari: Juan José Ibarretxe - Gobierno: EAJ-PNV y EA - Censo: 1.821.608 - Votantes: 1.275.008 (70,0%) - Abstención: 546.600 (30,0%) - Válidos: 1.268.206 - A candidatura: 1.250.565 (98,6%) | Partido Humanista (PH)                                        |                          | 3.288   | 0,26  | 0       |      |
| - Lendakari: Juan José Ibarretxe - Gobierno: EAJ-PNV y EA - Censo: 1.821.608 - Votantes: 1.275.008 (70,0%) - Abstención: 546.600 (30,0%) - Válidos: 1.268.206 - A candidatura: 1.250.565 (98,6%) | Euskal Herriko Berdeak (EHB)                                  |                          | 864     | 0,07  | 0       | -1 b |
| - Lendakari: Juan José Ibarretxe - Gobierno: EAJ-PNV y EA - Censo: 1.821.608 - Votantes: 1.275.008 (70,0%) - Abstención: 546.600 (30,0%) - Válidos: 1.268.206 - A candidatura: 1.250.565 (98,6%) | En blanco                                                     |                          | 17.641  | 1,38  | N/A     | N/A  |
| - Lendakari: Juan José Ibarretxe - Gobierno: EAJ-PNV y EA - Censo: 1.821.608 - Votantes: 1.275.008 (70,0%) - Abstención: 546.600 (30,0%) - Válidos: 1.268.206 - A candidatura: 1.250.565 (98,6%) | Nulos                                                         |                          | 6.802   | 0,53  | N/A     | N/A  |

a Respecto a Herri Batasuna.

### Por territorios históricos
| Resultados por territorios históricos |        |        |         |       |           |           |           |           |         |         |         |         |            |            |            |            |
| Partido                               | Álava  | Álava  | Álava   | Álava | Guipúzcoa | Guipúzcoa | Guipúzcoa | Guipúzcoa | Vizcaya | Vizcaya | Vizcaya | Vizcaya | País Vasco | País Vasco | País Vasco | País Vasco |
| Partido                               | Votos  | %      | Escaños | +/-   | Votos     | %         | Escaños   | +/-       | Votos   | %       | Escaños | +/-     | Votos      | %          | Escaños    | +/-        |
| EAJ-PNV                               | 36.923 | 21,94% | 6       | =     | 88.857    | 22,05%    | 6         | =         | 224.542 | 33,06%  | 9       | 1       | 350.322    | 28,01      | 21         | 1          |
| PP                                    | 45.470 | 27,02% | 7       | 3     | 67.112    | 16,65%    | 4         | 1         | 139.161 | 20,49%  | 5       | 1       | 251.743    | 20,13%     | 16         | 5          |
| EH                                    | 20.567 | 12,22% | 3       | 1     | 103.057   | 25,57%    | 7         | 1         | 100.377 | 14,74%  | 4       | 1       | 224.001    | 17,91%     | 14         | 3          |
| PSE-EE                                | 28.670 | 17,04% | 5       | 1     | 65.548    | 16,26%    | 4         | =         | 125.834 | 18,52%  | 5       | 1       | 220.052    | 17,6%      | 14         | 2          |
| EA                                    | 10.718 | 6,37%  | 1       | 1     | 56.821    | 14,1%     | 4         | =         | 41.096  | 6,05%   | 1       | 1       | 108.635    | 8,69%      | 6          | 2          |
| EB-B                                  | 9.606  | 5,71%  | 1       | 1     | 18.744    | 4,65%     | 0         | 2         | 42.714  | 6,29%   | 1       | 1       | 71.064     | 5,68%      | 2          | 4          |
| UA                                    | 14.305 | 8,5%   | 2       | 3     | 520       | 0,13%     | 0         | =         | 913     | 0,13%   | 0       | =       | 15.738     | 1,26%      | 2          | 3          |
| En blanco                             | 2.315  | 1,35%  | N/A     | N/A   | 5.770     | 1,41%     | N/A       | N/A       | 9.556   | 1,38%   | N/A     | N/A     | 17.641     | 1,38%      | N/A        | N/A        |
| Nulos                                 | 1.005  | 0,59%  | N/A     | N/A   | 1.870     | 0,46%     | N/A       | N/A       | 3.927   | 0,57%   | N/A     | N/A     | 6.802      | 0,53%      | N/A        | N/A        |

## Investidura del lendakari
Juan José Ibarretxe fue investido por primera vez lendakari, gracias al apoyo de los parlamentarios de PNV, EA y EH.
| Fecha                                                       | Voto                          | Partido Nacionalista Vasco |    |    |    |   |   |   | Total |
| ----------------------------------------------------------- | ----------------------------- | -------------------------- | -- | -- | -- | - | - | - | ----- |
| 29 de diciembre de 1998 Mayoría requerida: Absoluta (38/75) | Juan José Ibarretxe (EAJ-PNV) | 21                         |    | 13 |    | 6 |   |   | 40/75 |
| 29 de diciembre de 1998 Mayoría requerida: Absoluta (38/75) | Carlos Iturgaiz (PP)          |                            | 16 |    |    |   |   | 2 | 18/75 |
| 29 de diciembre de 1998 Mayoría requerida: Absoluta (38/75) | En blanco                     |                            |    |    | 13 |   | 2 |   | 15/75 |
| 29 de diciembre de 1998 Mayoría requerida: Absoluta (38/75) | Ausentes                      |                            |    | 1  | 1  |   |   |   | 2/75  |